# Општина Бајикулешти (Арђеш)
Бајикулешти (рум. Băiculeşti) општина је у Румунији у округу Арђеш.
Oпштина се налази на надморској висини од 396 m.